# Papillaria harveyi
Papillaria harveyi là một loài Rêu trong họ Meteoriaceae. Loài này được (Mitt.) Renauld & Cardot miêu tả khoa học đầu tiên năm 1896.